# اندمیش پایین
اندمیش پایین (به لاتین: Aşağı Əndəmic) یک منطقهٔ مسکونی در جمهوری آذربایجان است که در شهرستان اردوباد واقع شده‌است. اندمیش پایین ۸۱۴ نفر جمعیت دارد.